# Justice
Justice este un duo francez de muzică electronică, format din Gaspard Augé (n. 21 mai 1979) și Xavier de Rosnay (n. 2 iulie 1982). Acesta este cel mai de succes grup de la Ed Banger Records și sunt gestionați de către capul casei de discuri, Pedro Winter.